# 2014 AA
2014 AA est un petit astéroïde géocroiseur d'environ 2 à 4 mètres de diamètre découvert le 1er janvier 2014, la veille de sa collision avec la Terre. Il a la particularité d'être le deuxième astéroïde détecté et suivi dans l'espace avant sa chute sur Terre, le premier étant 2008 TC3.

## Découverte et prévisions d'impact
2014 AA a été découvert le 1er janvier 2014 par le Mount Lemmon Survey avec une magnitude apparente de 19 en utilisant un télescope de 1,5 mètre. Les calculs effectués montrèrent que l'astéroïde devait entrer dans l'atmosphère le 2 janvier 2014 à 2 h 33 (± 1 h 5) TU. Des calculs indépendants de Bill Gray, du Centre des planètes mineures, et de Steve Chesley, au Jet Propulsion Laboratory, ont confirmé la certitude de l’impact.

## Calcul du lieu d'impact et caractéristiques physiques

Animation de l'orbite de 2014 AA
Soleil
Terre
2014 AA

L'impacteur devait avoir à peu près la taille de 2008 TC3 qui avait explosé au-dessus du désert de Nubie au Soudan le 7 octobre 2008. Les calculs de Chesley prévoyaient que l'impacteur allait chuter le long d'un arc allant de l'Amérique centrale à l'Afrique de l'Est, probablement au large des côtes de l’Afrique de l'Ouest. Les calculs de Pasquale Tricarico utilisant l'ajustement de courbe de l'orbite montrent que 2014 AA est entré dans le cône d'ombre de la Terre environ quarante minutes avant d'entrer dans l’atmosphère.

## Impact
2014 AA a heurté la Terre le 2 janvier 2014. L'infrason de l'impact a été détecté par trois stations de détection d'infrasons de l'Organisation du traité d'interdiction complète des essais nucléaires. L'astéroïde est entré dans l'atmosphère peu après 3 h à 3 000 kilomètres à l'est de Caracas (Venezuela), loin de toute terre. L'objet s'est désintégré au-dessus de l'Atlantique, à environ 1 500 kilomètres des côtes du Brésil et 1 800 kilomètres du Cap-Vert, vers 12° Nord et 40° Ouest. Les météorites produites par l'explosion plongèrent dans l'océan où elles reposent désormais par environ 4 500 mètres de fond.